# Пряниковий чоловічок (казка)

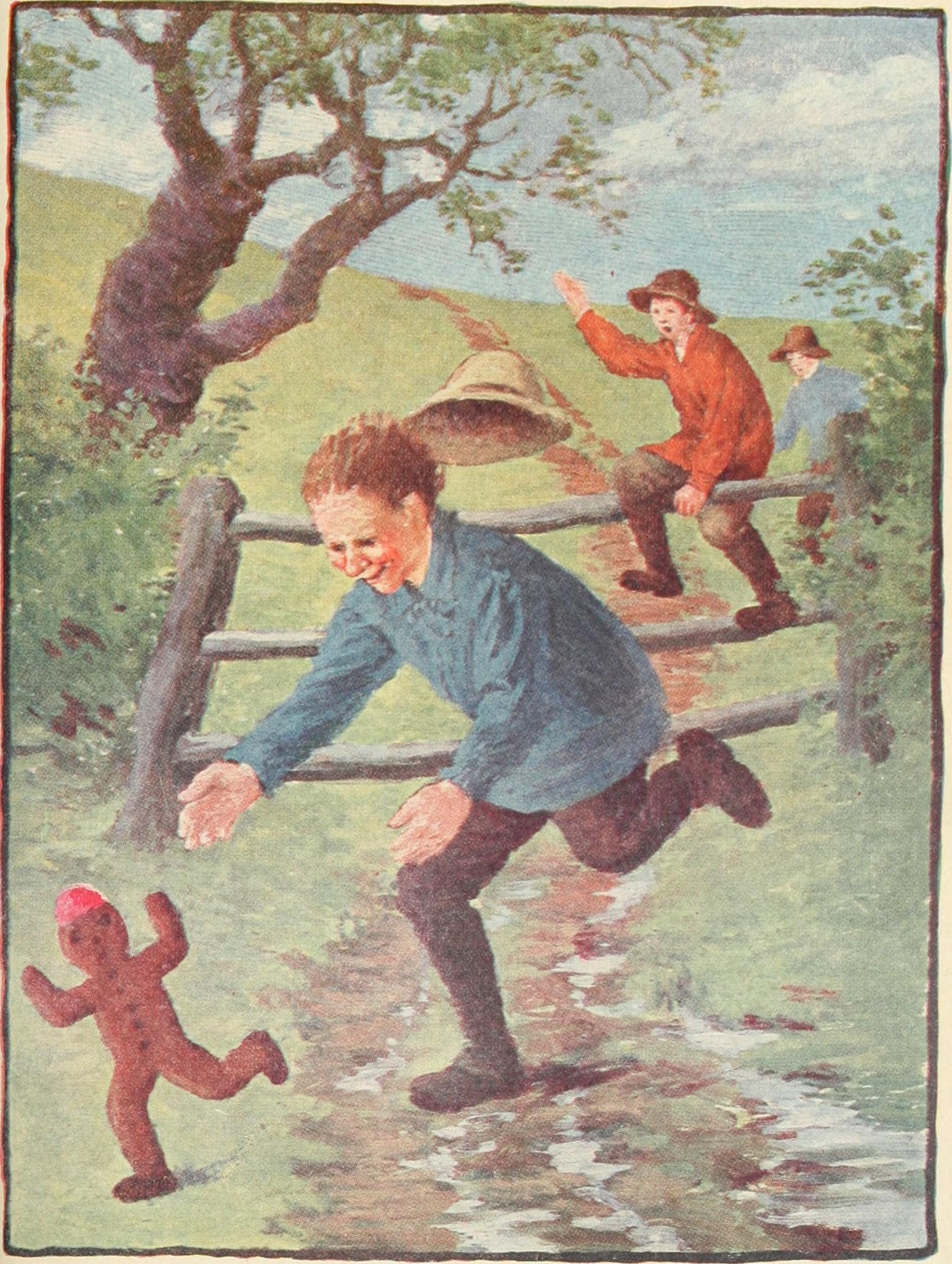
Ілюстрація до казки 1918 року.

«Пряниковий чоловічок» (також відома як «Пряниковий хлопчик») — казка розповсюджена в США, про пригоди пряникового чоловічка під час його втечі від різних людей, вирішальною подією якої є те, що головного героя зрештою з'їдає хитра лисиця. Казка «Пряниковий хлопчик» вперше з'явилася в ЗМІ у травневому номері американського часопису «Святий Миколай» за 1875 рік, сукупно з іншою відомою казкою, оскільки як і казка «Маленька червона курочка», вона залежить від повторюваних подій з постійно збільшуваним складом дійових осіб.

## Оповідь від 1875 року
У казці оприлюдненій в часописі Святий Миколай від 1875 року, бездітна літня жінка пече пряника-чоловічка, який раптом вистрибує з печі і тікає. Бабуся з дідусем (вони були маленькими на зріст, через це мешкали у невеличкій хаті на околиці лісу) кидаються навздогін, але не можуть його зловити. Потім пряниковий чоловічок випереджає ще кількох працівників ферми, а згодом і деяку худобу. Усім їм він вигукує:
Я втік від маленької старої,
Маленького дідка,
І я здатний втекти від тебе, я зможу!
Казка закінчується тим, що лисиця ловить і з'їдає Пряникового чоловічка, який кричить, коли його пожирають: «Я пропав… Я наполовину зник… Мене немає на три чверті… Мене занапастили!»

## Видозміни оповіді від 1875 року
«Пряниковий чоловічок» залишається звичною оповіддю для американської дитячої літератури і в 21 столітті. У подальших переказах, часто пропущено узвичаєну кінцівку казки («Я на чверть пішов… Мене наполовину з'їли… Мене немає на три чверті… Я цілком пропав!») та внесено інші зміни. У деяких сучасніших переказах цієї казки, лисиця удає глухоту, приманюючи Пряникового чоловічка все ближче і ближче. Тоді вже лисиця хапає і пожирає його.
За іншою версією, Пряниковий чоловічок після перегонів прибігає до річки, де лисиця пропонує йому переправити його на інший берег, а коли він залазить їй на ніс, вона його зненацька з'їдає. Існують й інші різновиди сюжету, що відрізняються набором переслідувачів чоловічка.
У деяких переказах, Пряниковий чоловічок глузує зі своїх переслідувачів знаменитими висловами:
Біжи, біжи так швидко, як тільки можеш!
Ти мене не вхопиш.
Я Пряниковий чоловічок!

## Народні казки
Оповідь про їжу-втікачку наявна в багатьох казках народів світу. Фольклорист Д. Л. Ашліман зауважив її в Німеччині, на Британських островах і в Східній Європі, а також у Сполучених Штатах.
Перегукується з Пряниковим чоловічком, українська народна казка Колобок, герой якої (мучний виріб) також тікає від переслідувачів баби й діда та почергово від лісових звірів, але все ж згодом зникає у пащі лисиці.
Різновид цього тропу зустрічається також в угорській казці («A kis gömböc»), головним героєм якої насправді є не випічка чи вареник, а угорський різновид м'ясної страви кендюх, який в деяких місцевостях Угорщини називають «gömböc». У цій казці саме гьомбьоц поїдає інших; він спочатку поглинає родину, яка його «зробила», а потім, котячись шляхом, з'їдає багатьох інших (зокрема і ціле військо), останнім з яких виявився свинопасом. Він ножем розрізає гьомбьоц зсередини, і люди тікають додому. В іншому переказі гьомбьоц репається сам після того, як з'їсть занадто багато людей.
Подібна до цієї російська казка, називається «Глиняний хлопчик». У ній літнє бездітне подружжя робить для себе глиняну дитину, яка спочатку з'їдає всю їхню їжу, потім їх самих, згодом ще кількох людей, поки не зустрічає козу, яка обіцяє стрибнути сама йому просто до рота, але замість цього користається нагодою, аби буцнути рогами Глиняного хлопчика, розбивши його і звільнивши всіх проковтнутих.
Чеська народна казка «Отесанек» (і однойменний фільм 2000 року) має схожий сюжет.

## Похідні та сучасні твори
Мюзикл «Пряниковий чоловічок» (музика Альфреда Болдуїна Слоуна, слова Фредеріка Ранкена) з'явився в театрі «Ліберті» на Бродвеї на Різдво 1905 року. Він відбув у цьому театрі шістнадцять вистав, протягом двох тижнів; закриття сталося 6 січня 1906 року.
Пряниковий чоловічок з'являється як пізнавана другорядна дійова особа, у фільмах про Шрека, де його озвучує Конрад Вернон.